# Freddie Little
Freddie Little (ur. 25 kwietnia 1936 w Picayune w stanie Missisipi) – amerykański bokser, zawodowy mistrz świata kategorii lekkośredniej.
Od 1957 walczył jako bokser zawodowy. Wygrywał wiele walk, ale z mało znanymi przeciwnikami. Robił także przerwy w karierze. W 1962 i 1964 nie stoczył żadnej walki, a w 1863 tylko jedną. Od 1966 jego kariera nabrała rozpędu. Pokonał w tym roku byłego mistrza świata Denny'ego Moyera oraz przegrał i wygrał z Eddiem Pace.
3 października 1967 w Seulu Little zmierzył się w pojedynku o pas mistrza świata wagi junior średniej z obrońcą tytułu Kimem Ki-soo, ale przegrał niejednogłośnie na punkty. Ponownie dostał szansę walki o tytuł z pogromcą Kima Sandro Mazzinghim 25 października 1968 w Rzymie. Walka została przerwana w 8. rundzie, ponieważ Mazzinghi nie był w stanie jej kontynuować z powodu kontuzji głowy. Została uznana za nieodbytą (no contest), ale WBA i WBC pozbawiły Mazzinghiego tytułu.
17 marca 1969 w Las Vegas w pojedynku o wakujący tytuł mistrza świata zmierzyli się Little i Stanley Hayward. Little wygrał wyraźnie na punkty i został nowym mistrzem. W obronie tytułu pokonał Hisao Minami z Japonii przez nokaut w 2. rundzie 9 września 1969 w Osace oraz Gerharda Piaskowego z RFN na punkty 20 marca 1970 w Berlinie.
W trzeciej obronie tytułu Little przegrał na punkty z Carmelo Bossim z Włoch 9 lipca 1970 w Monzy. Później wygrał jeszcze pięć walk i zakończył karierę w 1972.